# Haute Matsiatra
Haute Matsiatra er en region i Madagaskar beliggende i den tidligere provins Fianarantsoa i den sydlige centrale del af øen. Den grænser til regionen Amoron'i Mania mod nord, Vatovavy-Fitovinany mod øst, Ihorombe mod syd og Atsimo-Andrefana mod vest. Regionshovedstaden er byen Fianarantsoa, og befrolkningen blev anslået til 1.128.900 i 2004. Arealet er 21.080
Regionen er inddelt i fem distrikter:
- Ambalavao
- Ambohimahasoa
- Fianarantsoa
- Fianarantsoa II
- Ikalamavony

## Eksterne kilder og henvisninger
1. 1 2  Profile des marchés pour les évaluations d’urgence de la sécurité alimentaire p. 27, Eliane Ralison og Frans Goossens 2006 hentet 5. maj 2009

21°27′S 47°5′Ø / 21.450°S 47.083°Ø